# Historische Digital Literacy
Historische Digital Literacy bezeichnet die Kompetenz, mit Hilfe digitaler Technologien (Internet, Online-Archive, Big Data etc.) und Medien historische Quellen und Darstellungen finden, analysieren, beurteilen und zu historischen Narrativen entwickeln zu können.

## Der Begriff der historischen Digital Literacy
Der allgemeine Begriff Literacy bezeichnet die Kompetenz, lesen und schreiben zu können. Im weiteren Sinne umfasst er alle Grundfertigkeiten rund um Erzähl-, Sprach- und Schriftkultur. Dabei handelt es sich um Fähigkeiten wie Textverständnis, Sinnverstehen, sprachliche Abstraktionsfähigkeit, Ausdrucksfähigkeit und Vertrautheit mit Bildungssprache.
Digital Literacy bedeutet, dass man die oben genannten Kompetenzen auch bei der Benutzung digitaler Technologien, insbesondere Computer und Internet, effizient nutzen kann. Die Digital Literacy ist für die Partizipation an der modernen Wissensgesellschaft von wesentlicher Bedeutung. Dabei wird zwischen Medienkompetenz und inhaltlicher Kompetenz unterschieden. Erstere beinhaltet die technischen Bedingungen der Mediennutzung (Bedienung). Letztere wird benötigt, um die Information zu verarbeiten, zu kommunizieren und schließlich zu narrativieren.

## Digital Literacy im öffentlichen Geschichtsdiskurs
Public History ist eine seit den 1970er-Jahren institutionalisierte Disziplin, die sich mit der Gegenwärtigkeit der Vergangenheit und damit dem Konstruktionscharakter von Geschichte außerhalb akademischer Gegebenheiten auseinandersetzt. Sie bezeichnet eine Form von öffentlicher Geschichtsdarstellung, die außerhalb von wissenschaftlichen Institutionen, Versammlungen oder Publikationen konstruiert wird.
Individuelle und kollektive Erinnerung sind im Web 2.0-Zeitalter allgegenwärtig, allerdings durch konkurrierende Ansichten keineswegs einheitlich. Begünstigt durch den digitalen Wandel können lokale Gemeinschaften ihre Vergangenheit über Social Media und Web-Veröffentlichungen aufarbeiten, um sie besser in die lokal-globale Erinnerung einzuordnen. In Abgrenzung zur Digital History als einer digitalen Wissenschaft bezeichnet Public History ein Spektrum von Aktivitäten, die sich vorwiegend außerhalb des akademischen Umfelds mit Geschichte befassen. Sie ist eng mit dem Konzept der Oral History verknüpft.

## Digital Literacy in der Geschichtswissenschaft
Die Digital Literacy ist eine Voraussetzung für die Teilnahme am Diskurs der Digital History.
Digital History ist Teil des interdisziplinär ausgerichteten Praxisfeldes der Digital Humanities und bezeichnet die Anwendung von digitalen Medien für das Vorantreiben von historischen Analysen, Darstellungen und Untersuchungen. Der Historiker Peter Haber forderte in diesem Zusammenhang einen „Kanon an Kompetenzen“ für die Geschichtswissenschaft. Die Basis bildet hierbei wiederum die Medienkompetenz. Diese beinhalte laut Haber neben technischen und intellektuellen Kompetenzen vor allem die Fähigkeit zur Medien- und Informationskritik. Big Data eröffnet neue Fragestellungen im Feld der computergestützten quantitativen historischen Analyse und neue Vernetzungsmöglichkeiten von Wissen und Menschen. Im deutschsprachigen Raum konzentriert sich die digitale Geschichtswissenschaft bislang vor allem auf die Präsentationen von Editionen und Forschungsergebnissen im Netz.
Erzeugnisse von Digital History umfassen digitale Archive und Online-Präsentationen von interaktiven Karten, Zeitstrählen, Audiodateien und virtuellen Welten. Gegenüber der klassischen Geschichtswissenschaft verändern sich nicht nur das Publikum sowie Art und Ort der Darstellung, sondern auch der Rohstoff der Geschichtsschreibung. Digitale Quellen stellen nicht nur neue Anforderungen bezüglich der Verarbeitung von großen Datenmengen, sondern auch an Quellenkritik, Überlieferung und Bewertung.

## Digital Literacy im Geschichtsunterricht
Für die Förderung einer historischen Digital Literacy im Geschichtsunterricht sind sowohl technische wie fachliche Kompetenzen notwendig und stehen in einem wechselseitigen Abhängigkeitsverhältnis. Als Kompetenzbereiche zu nennen sind: die Suche, Bewertung und Interpretation von analogen wie originär digitalen und digitalisierten Quellen und Darstellungen mit Hilfe digitaler Medien, die Analyse medialer Entstehungsbedingungen und Wirkungen unter Berücksichtigung gattungsspezifischer und medienhistoriografischer Merkmale sowie das Erstellen eigener Narrationen mit digitalen Medien.
Mittlerweile gibt es unzählige Möglichkeiten, digitale Medien im Geschichtsunterricht einzusetzen. Digitale Medien verändern den Geschichtsunterricht nicht grundlegend, aber als Informationsmedien ermöglichen sie einen neuen Zugang, wie er ohne Internet nicht möglich wäre. Insbesondere ermöglichen sie den Lernenden eine neue Form der Informationsbeschaffung und -verarbeitung. Die Verwendung der digitalen Medien erfordert von der Lehrperson und den Lernenden Kompetenzen im Bereich der Digital Literacy. Der Geschichtsdidaktiker Marko Demantowsky plädiert dafür, dass „die Eigenheiten des Geschichtslernens im Web 2.0 (…) zu einem zentralen Gegenstand der Lehreraus- und Lehrerfortbildung gemacht werden müssen.“
Digitale Lernprogramme können anders als digitale Lernplattformen (wie Moodle) durch die Lehrperson nicht an die Besonderheiten einer Zielgruppe oder Situation und daraus resultierende didaktische Entscheidungen angepasst werden. Sie existieren als didaktisch vorgefertigte Lernangebote und sind nur insofern auf die Lehrperson angewiesen, dass sie diese in den Unterricht integriert. Das wird als „Disponibilitäts-Problem“ bezeichnet. Ein weiteres Problem bezieht sich auf den komplexen Kommunikationscharakter, der dem historischen Denken innewohnt. Aus diesem kognitiven Prozess in der Gruppe resultieren Narrationen und Diskurse. Digitale Lernprogramme lassen diese, für das geschichtsbezogene Lernen essentiellen dialogischen Elemente meist vermissen, oder können sie nur sehr aufwändig realisieren. Es handelt sich um das sog. „Performanz-Problem“.